# Aporophyla murciensis
Aporophyla murciensis är en fjärilsart som beskrevs av Yves de Lajonquière 1969. Aporophyla murciensis ingår i släktet Aporophyla och familjen nattflyn. Inga underarter finns listade i Catalogue of Life.